# Den sidste vinter
Den sidste vinter er en dansk film fra 1960.
- Manuskript P.C. Green, C.C. Vassar, Jørgen Roos og Basil Dawson.
- Instruktion Edvin Tiemroth og Anker Sørensen.

Blandt de danske medvirkende kan nævnes:
- John Wittig
- Birgitte Federspiel
- Axel Strøbye
- Lise Ringheim
- Preben Kaas
- Hanne Winther-Jørgensen
- Hugo Herrestrup
- Preben Neergaard
- Ernst Bruun Olsen
- Jørgen Weel
- Carl Johan Hviid
- Gunnar Strømvad
- Jakob Nielsen

## Eksterne links
- Den sidste vinter på Internet Movie Database (engelsk)
- Den sidste vinter på Filmdatabasen
- Den sidste vinter på danskefilm.dk
- Den sidste vinter på danskfilmogtv.dk
- Den sidste vinter på Scope
- Den sidste vinter i Svensk Filmdatabas (svensk)
- Den sidste vinter på MovieMeter (nederlandsk)
- Den sidste vinter på AllMovie (engelsk)
- Den sidste vinter hos British Film Institute (engelsk)
- Den sidste vinter på The Movie Database (engelsk)

| Priser                               | Priser                                  | Priser                                 |
| ------------------------------------ | --------------------------------------- | -------------------------------------- |
| Foregående: Vi er allesammen tossede | Bodilprisen for bedste danske film 1961 | Efterfølgende: Harry og kammertjeneren |